# فرودگاه بین‌المللی یو-تاپائو
فرودگاه بین‌المللی یو-تاپائو (به انگلیسی: U-Tapao International Airport) یک فرودگاه همگانی / نظامی با کد یاتا UTP است که یک باند فرود آسفالت دارد و طول باند آن ۳۵۰۵ متر است. این فرودگاه در کشور تایلند قرار دارد و در ارتفاع ۱۳ متری از سطح دریا واقع شده است.

## شرکت‌های هواپیمایی و مقصدهای پروازی

### مسافری
| شرکت‌های هواپیمایی | مقصدهای پروازی                      | Route         |
| ----------------- | ----------------------------------- | ------------- |
| ایرآسیا           | کوالالامپور                         | International |
| Azur Air          | چارتر فصلی: یملیانو, خاباروفسک ناوی | International |
| بانکوک ایرویز     | ساموی، پوکت                         | Domestic      |
|                   |                                     |               |
|                   |                                     |               |
| تایلند لاین ایر   | چیانگ مای                           | Domestic      |

### باری
| شرکت‌های هواپیمایی | مقصدهای پروازی |
| ----------------- | -------------- |
| کی-مایل ایر       | سووارنابومی    |